# Scirtes baroalba
Scirtes baroalba es una especie de coleóptero de la familia Scirtidae.

## Distribución geográfica
Habita en Territorio del Norte (Australia).